# It's happy line／I know
《It's happy line／I know》是日本唱作女歌手YUI，於2004年12月24日所推出的獨立單曲。在日本九州地區限量發售，YUI自資發行1000隻，其後SONY出資發行1000隻。

## 收錄歌曲
1. It's happy line [3:19]
作詞・作曲:YUI　編曲:鈴木Daichi秀行（日语：鈴木Daichi秀行）
在2006年YUI演出的太陽之歌，It's happy line被收錄為插曲。
2. I know [3:04]
作詞・作曲:YUI　編曲:hideyuki DAICHI suzuki